# Łzawniczka kustrzebkowata
Łzawniczka kustrzebkowata (Ditiola peziziformis (Lév.) D.A. Reid) – gatunek grzybów z rodziny łzawnikowatych (Dacrymycetaceae).

## Systematyka i nazewnictwo
Pozycja w klasyfikacji według Index Fungorum: Ditiola, Dacrymycetaceae, Dacrymycetales, Incertae sedis, Dacrymycetes, Agaricomycotina, Basidiomycota, Fungi.
Po raz pierwszy opisał go w 1878 r. Joseph Henri Léveillé nadając mu nazwę Exidia peziziformis. Obecną, uznaną przez Index Fungorum nazwę nadał mu Derek Agutter Reid w 1974 r. Synonimy:
- Ditiola luteoalba (Fr.) Quél. 1886
- Exidia peziziformis Lév. 1848
- Femsjonia luteoalba Fr. 1849
- Femsjonia peziziformis (Lév.) P. Karst. 1876
- Guepinia luteoalba (Fr.) Lloyd 1920[2].

W 1983 r. Barbara Gumińska i Władysław Wojewoda nadali mu polską nazwę misecznica kustrzebkowata, w 2003 r. W. Wojewoda zmienił ją na łzawniczka kustrzebkowata.

## Morfologia
Owocniki
Jednoroczne, zazwyczaj wyrastające pojedynczo. Mają średnicę 2–12 mm, kształt poduszeczkowaty lub tarczowaty, czasami są osadzone na krótkim trzonku. Górna powierzchnia świeżych owocników jest żółta, po wyschnięciu pomarańczowa, dolna jest biała.
Cechy mikroskopowe
Strzępki szkliste ze sprzążkami, o szerokości 1,7–2,5 μm. Brak cystyd. Podstawki widełkowate z dwoma sterygmami, o wymiarach (15–)31,2–62,4 × 3,1–4,2 (–5,2) μm (wraz ze sterygmą). Bazydiospory eliptyczne, nieco kiełbaskowate, szkliste z ziarnistą zawartością, 20,8–27,0 (–29,1) × 6,2–8,3 (–10,4) μm, Q = 2,99. W dojrzałych bazydiosporach jest od 3 do 7 przegród. Czasami tworzą się zarodniki wtórne.
Gatunki podobne
Łzawniczka kustrzebkowata makroskopowo przypomina niektóre workowce. Do jej prawidłowej identyfikacji niezbędne jest badanie mikroskopowe. Podobne są łzawniczka korzeniasta (Ditiola radicata) i Ditiola haasii, ale mają mniejsze owocniki i zarodniki mające tylko od 1 do 3 przegród.

## Występowanie
Łzawniczka kustrzebkowata występuje w Ameryce Północnej i Południowej, Europie, Azji i Oceanii. Najwięcej stanowisk podano w Europie. W Polsce W. Wojewoda w 2003 r. przytoczył 8 stanowisk. Bardziej aktualne stanowiska podaje internetowy atlas grzybów. Znajduje się w nim na liście gatunków zagrożonych i wartych objęcia ochroną.
Grzyb nadrzewny, saprotrof. Występuje w lasach na martwym drewnie. W Polsce notowany od czerwca do września na brzozach, wierzbach, jodłach, bukach.